# Madonna Kleinberger
La Madonna Kleinberger è un dipinto a tempera e olio su tavola (34,3x27,6 cm) di Bramantino, databile a poco prima del 1508 circa e conservato nel Metropolitan Museum a New York.

## Storia
Non si conosce la storia antica dell'opera, che è riferita comunque a prima del viaggio a Roma del 1508.
Agli inizi del Novecento si trovava nella collezione del conte Victor Goloubew a Parigi e, con l'attribuzione a Francesco Francia, fu venduta nel 1912 a Kleinberger, che poi la cedette al museo.

## Descrizione e stile
L'opera è in cattivo stato di conservazione e parzialmente ridipinta sul volto della Madonna. Con la tipica semplificazione di volumi e forme di Bramantino, la scena è ambientata in un cortile con una quinta di una muraglia merlata con torri. Su di un dado di granito giallo sta il bambino nudo, che si protende verso una mela tenuta dalla madre, accettando il suo destino di redentore dell'umanità (la mela è infatti il frutto del Peccato originale, le cui colpe saranno lavate col martirio di Cristo).
Anche il vaso coi garofani rossi è un simbolo: il colore ricorda il sangue della Passione, e simboleggia anche il matrimonio mistico tra madre e figlio, cioè Cristo e la sua Chiesa.